# M. G. Kelly
Gary D. Sinclair (Ada, Oklahoma, 1952), conhecido profissionalmente como M. G. Kelly, Michael Gary "MG" Kelly, ou ainda Machine Gun Kelly, é um ator, DJ e personalidade do rádio estadunidense. No rádio, M. G. Kelly atuou como apresentador de vários programas e também como DJ; além disso, ele atuou como locutor nos bastidores em dois game shows.
Seu nome artístico é uma referência a George "Machine Gun" Kelly , um criminoso notório.

## Carreira no rádio
Kelly apresentou e produziu vários programas de rádio. Vários ainda estão sendo transmitidos em estações nos Estados Unidos e Canadá; produção e distribuição de seus shows atuais entrou em um breve hiato no final dos anos 2000, mas desde então foi retomado. Ele trabalhou na KTSP em Minneapolis/St. Paul de 1972 a 1975. Durante as décadas de 1970 e 1980, Kelly teve muito sucesso como personalidade de rádio nas estações de rádio de Los Angeles KHJ , KTNQ , KOST e KODJ .
Os programas produzidos por Kelly incluem:
- Live from the 60s (1986–93, reprises de 1993–96 e 2015–presente), apresentado por "The Real Don Steele ", uma retrospectiva dos anos 1960 com música dos anos 1960, distribuída pela Premiere Networks . Reprises a partir de 2015 distribuídas pela Compass Media Networks .
- American Hit List (1998-presente) semelhante em formato ao Live from the 60s , exceto hospedado pelo próprio Kelly. Esta série apresentava uma lista de reprodução mais ampla que se estende dos anos 1950 aos anos 1970, com foco em 1964-73. Este é o único programa Kelly distribuído pela Westwood One . Uma versão atualizada, Classic Hit List , também foi oferecida desde meados de 2010, que inclui mais músicas dos anos 1980 e um rock clássico enxuto; este show é atualmente distribuído pela Compass Media Networks .
- Back to the 70s  (1998-2007, 2011-presente). Primeiros 52 episódios apresentados por Charlie Tuna, exibidos em reprises até 2007; revival subsequente (ca. 2011) apresentado pelo próprio Kelly e distribuído pela Compass.
- The Amazing 80s (1998-presente) apresentado por Kelly, comercializado como concorrente direto da Backtrax USA . Distribuído por Compass.
- Your 90s Rewind (2015-presente) apresentado por Kelly.
- Top 30 USA (1980), AC Radio top 30 countdown (ou como o show implica um show CountUP) hospedado por Kelly e distribuído pela CBS Radio
- Your Good Time Oldies Magazine (1992–95), co-organizado por Kelly e Charlie Tuna

## Carreira de ator
A carreira de ator de M. G. Kelly inclui uma atuação typecasting como DJ "Bebe Jesús" na versão de 1976 de Barbra Streisand de Nasce uma Estrela e o papel de Padre John Voss no filme de Clint Eastwood The Enforcer, bem como muitos outros papéis na televisão, incluindo dois episódios CHiPs de 1978 e o clássico da WKRP in Cincinnati, "Fish Story" (episódio de 1979). Ele também forneceu a voz do arquivilão The Lightning Bug na paródia serial de 1979 J-Men Forever.
Além de atuar, Kelly atuou por um curto período como locutor no game show The Pop 'N Rocker Game, apresentado por Jon Bauman. No final de 1988, ele assumiu o cargo de locutor da Wheel of Fortune após a morte do ex-locutor Jack Clark em meados de 1988. Kelly anunciou tanto a versão diurna do programa quanto a versão noturna, sindicada, apresentada por Pat Sajak até março de 1989. Kelly foi sucedido por Charlie O'Donnell, o locutor original da versão diurna, que permaneceu com o programa até sua morte em 2010.

### Filmografia parcial
| Ano  | Filme                     | Papel                     | Ref.  |
| ---- | ------------------------- | ------------------------- | ----- |
| 1976 | Nasce uma Estrela         | Bebe Jesús                | [ 3 ] |
| 1976 | The Enforcer              | Padre John Voss           | [ 3 ] |
| 1978 | The Buddy Holly Story     | Avalon MC                 |       |
| 1978 | O Quinto Andar            | Hal                       |       |
| 1979 | Roller Boogie             | DJ                        |       |
| 1979 | J-Men Forever             | Lightning Bug (dublador)  | [ 4 ] |
| 1984 | Voyage of the Rock Aliens | DJ de rádio               |       |
| 1984 | Patrulha Noturna          | Gerente do Hotel          |       |
| 1989 | Body Slam                 | entrevistador de TV       |       |
| 1989 | Homem Lagosta de Marte    | Big Dick Strange          |       |
| 1989 | UHF                       | locutor promocional (voz) |       |